# Pirata piraticus
Pirata piraticus este o specie de păianjeni din genul Pirata, familia Lycosidae. A fost descrisă pentru prima dată de Clerck, 1757. Conform Catalogue of Life specia Pirata piraticus nu are subspecii cunoscute.